# 164 (liczba)
164 (sto sześćdziesiąt cztery) – liczba naturalna następująca po 163 i poprzedzająca 165.

## W matematyce
- 164 jest najmniejszą liczbą, która może być wyrażona przez następstwo swoich własnych cyfr jako dwóch kwadratów na dwa różne sposoby 1 (12)  i 64 (162) oraz 16 (42) i 4 (22)[1]
- 164 jest palindromem liczbowym, czyli może być czytana w obu kierunkach, w pozycyjnym systemie liczbowym o bazie 3 (20002), bazie 7 (323) oraz bazie 9 (202)
- 164 należy do pięciu trójek pitagorejskich (36, 160, 164), (123, 164, 205), (164, 1677, 1685), (164, 3360, 3364), (164, 6723, 6725).

## W nauce
- liczba atomowa unhexquadium (niezsyntetyzowany pierwiastek chemiczny)
- galaktyka NGC 164
- planetoida (164) Eva
- kometa krótkookresowa 164P/Christensen

## W kalendarzu
164. dniem w roku jest 13 czerwca (w latach przestępnych jest to 12 czerwca). Zobacz też co wydarzyło się w roku 164, oraz w roku 164 p.n.e.